# Burra (Szkocja)

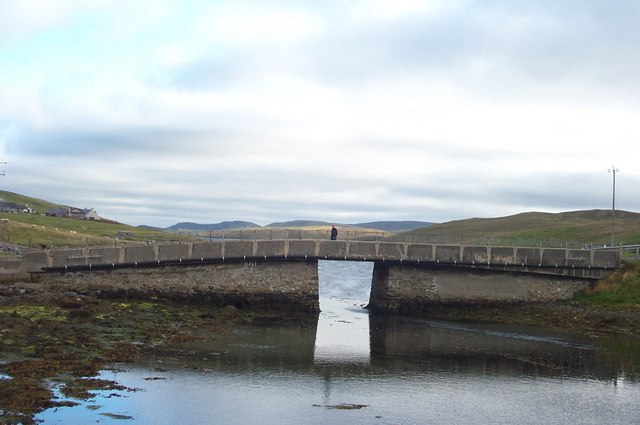
Most łączący wschodnią oraz zachodnią Burrę

Burra (Język staronordycki: Barrey) – wspólna nazwa dla dwóch wysp na Szetlandach, West Burra (753 mieszk.) oraz East Burra (66 mieszk.) które są połączone mostem. Są częścią wysp Scalloway.